# Le due seduzioni
Le due seduzioni è un mediometraggio muto italiano del 1916 diretto, scritto e interpretato da Elettra Raggio.